# Список дипломатичних місій в Ізраїлі

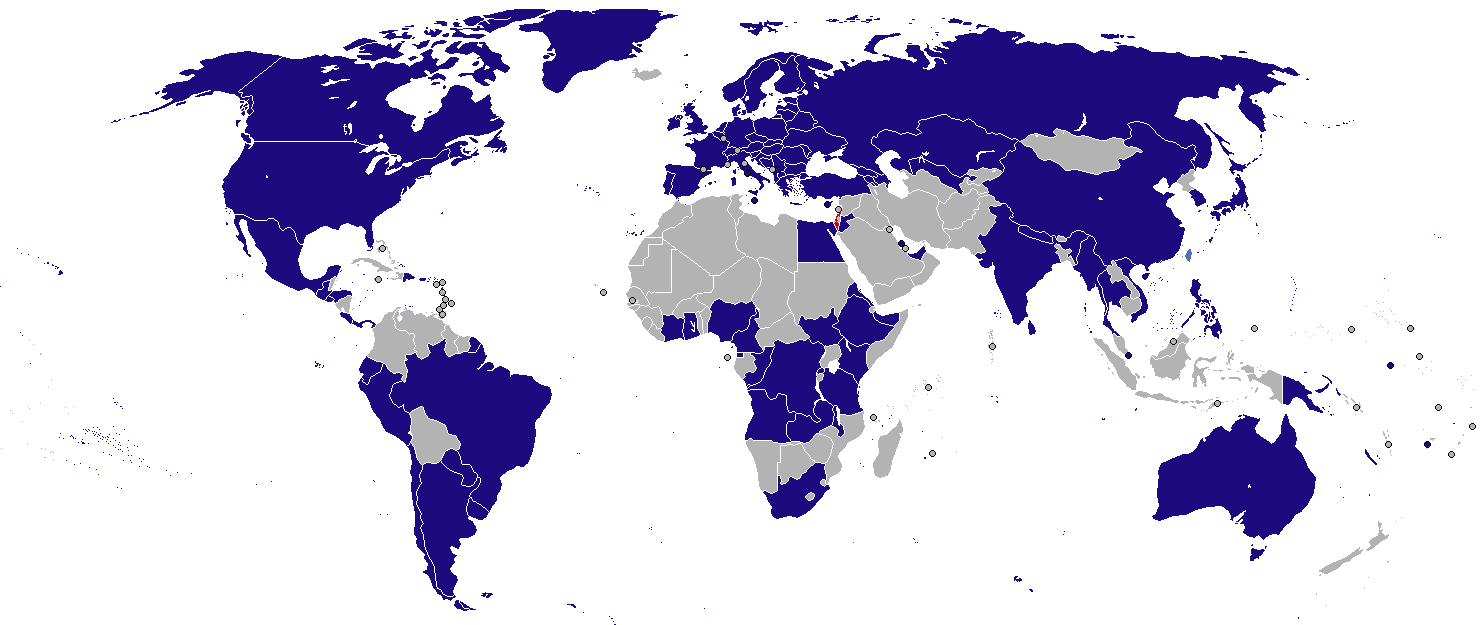
Країни, які мають посольство в Ізраїлі.

Нижче наведено список дипломатичних місій в Ізраїлі, який включає посольства, консульства та представництва, але не включає почесні консульства. Наразі в Ізраїлі є 90 посольств, з них 86 знаходяться в місті Тель-Авів або в Тель-Авівському окрузі, ще 4 знаходяться в місті Єрусалим. Окрім посольств, деякі країни мають консульства в Ейлаті, Хайфі або Єрусалимі.

## Перенесення посольств з Тель-Авіва до Єрусалима
Уряд Ізраїлю добивається від урядів інших країн перенесення їхніх посольств з Тель-Авіва до Єрусалима, але лише декілька країн на це погодились. Статус міста Єрусалим є спірним: ізраїльська держава вважає весь Єрусалим повністю своїм і вважає це місто своєю столицею, однак суверенітет Ізраїлю над східною частиною міста офіційно не визнаний ООН і більшістю міжнародної спільноти, яка вважає його частиною Палестинської держави. 6 грудня 2017 року Президент США Дональд Трамп оголосив що посольство США в Ізраїлі буде переміщене з Тель-Авіва до Єрусалима, що і було зроблено 14 травня 2018 року. Ця подія була засуджена ісламськими країнами та викликала масові протести серед палестинських арабів. В квітні 2018 року про перенесення посольства до Єрусалиму оголосила Гватемала, переїзд відбувся вже наступного місяця. Те саме зробив Гондурас в червні 2021 року. Посольство Парагваю було розміщене в Єрусалимі протягом декількох місяців в 2018 році, однак потім повернулося до Тель-Авіва.
Серйозні обговорення необхідності перенесення посольства відбувались в Бразилії, Угорщині, Румунії та Молдові. Пообіцяли перенести свої посольства Вірменія, Сербія, Руанда та Уганда. Законопроєкт про перенесення посольства подавався до Верховної Ради України групою з 86 депутатів, однак так і не був розглянутий через закінчення терміну повноважень 8-го скликання законодавчого органу.
Станом на вересень 2020 року в чотири країни мають посольства в Єрусалимі, ще декілька обіцяють перенести їх туди. Дванадцять країн мають в Єрусалимі почесні консульства акредитовані в Ізраїлі. Ще вісім країн мають в Єрусалимі консульства акредитовані в Палестині, які не вважаються дипломатичними місіями в Ізраїлі, хоч і розташовані в межах Єрусалимського муніципалітету.

## Посольства

### Тель-Авів
- Австрія
- Ангола
- Бахрейн
- Бельгія
- Білорусь
- Болгарія
- Боснія і Герцеговина
- Бразилія
- В'єтнам
- Ватикан
- Велика Британія
- Вірменія
- Гана
- Греція
- Грузія
- Данія
- Домініканська Республіка
- ДР Конго
- Еквадор
- Екваторіальна Гвінея
- Еритрея
- Естонія
- Ефіопія
- Єгипет
- Замбія
- Індія
- Ірландія
- Іспанія
- Італія
- Казахстан
- Камерун
- Канада
- Кенія
- Кіпр
- КНР
- Колумбія
- Коста-Рика
- Кот-д'Івуар
- Латвія
- Литва
- М'янма
- Мальта
- Мексика
- Молдова
- Непал
- Нігерія
- Німеччина
- Норвегія
- ОАЕ
- Панама
- Парагвай
- Перу
- Північна Македонія
- Польща
- Португалія
- Республіка Конго
- Росія
- Руанда
- Румунія
- Сальвадор
- Сербія
- Словаччина
- Словенія
- Таїланд
- Танзанія
- Туреччина
- Угорщина
- Узбекистан
- Україна
- Уругвай
- Філіппіни
- Фінляндія
- Франція
- Хорватія
- Чехія
- Чилі
- Швейцарія
- Швеція
- Шрі-Ланка
- Японія

### Рамат-Ган(місто-супутник Тель-Авіва)
- Австралія
- Албанія
- Йорданія
- Нідерланди

### Герцлія(місто-супутник Тель-Авіва)
- Аргентина
- Південна Корея
- Південний Судан

### Єрусалим
- Гватемала
- Гондурас
- Косово
- Папуа Нова Гвінея
- США

## Заплановані посольства
- Болівія - після відновлення дипломатичних стосунків в 2019, заплановане повторне відкриття закритого в 2009 році посольства.[4]
- Малаві (Єрусалим)[5]
- Марокко (Тель-Авів) - переговори про відкриття посольства ведуться разом із переговорами про відновлення дипломатичних стосунків[6]
- Судан (Тель-Авів)

## Консульства та відділи посольств

### Єрусалим
- Ватикан - апостольська нунція в Єрусалимі, як в окремому суб'єкті (corpus separatum[en])
- Угорщина - відділ посольства
- Чехія - відділ посольства

### Хайфа
- Росія
- Румунія
- Франція

### Тель-Авів
- США - відділ посольства

### Ейлат
- Єгипет

## Дипломатичні місії в Єрусалимі, не акредитовані в Ізраїлі
Деякі держави мають дипломатичні місії в межах міста Єрусалим, які акредитовані лише в самому місті, в західному березі річки Йордан або в секторі Гази. Ці дипломатичні місії не акредитовані напряму в Палестинській державі і не акредитовані в Ізраїлі. З 1844 до 2019 року США мали генеральне консульство в Єрусалимі, яке опікувалось відносинами з палестинцями. В березні 2019 року це генеральне консульство увійшло до складу посольства США, яке щойно переїхало до Єрусалима, як Відділ палестинських справ. У перелічених нижче країн є окремі посольства для Ізраїлю.
- Бельгія
- Велика Британія
- Греція
- Іспанія
- Італія
- Туреччина
- Франція
- Швеція

## Інші представництва
Знаходяться в Тель-Авіві, якщо не зазначено інше:
- Європейський Союз - представництво
- ООН - представництво Управління Верховного комісара ООН у справах біженців
- Міжнародний рух Червоного Хреста і Червоного Півмісяця - представництво (Тель-Авів та Єрусалим)
- Азербайджан - торгівельне представництво
- Марокко - офіс зв'язків
- ПАР - офіс зв'язків
- Фарерські острови - представництво
- Республіка Абхазія - представництво (Єрусалим)
- Тайвань - економічно-культурний офіс

## Закриті дипломатичні місії
- 1975 -  Посольство Камбоджі в Ізраїлі (Єрусалим)
- 1979 -  Посольство Ірану в Ізраїлі (Тель-Авів)
- 2009 -  Посольство Венесуели в Ізраїлі (Тель-Авів)
- 2009 -  Посольство Мавританії в Ізраїлі (Тель-Авів)
- 2014 -  Генеральне консульство України в Хайфі
- 2019 -  Консульство агентство США в Хайфі

## Аредитовані посли

### Анкара
- Киргизстан
- Монголія
- Нова Зеландія
- Таджикистан
- Туркменістан

### Каїр
- Бурунді
- Зімбабве
- Камбоджа
- Уганда

### Лондон
- Барбадос
- Беліз
- Ботсвана
- Гамбія

### Інші міста
- Бенін (Рим)
- Бутан (Нью-Делі)
- Гвінея (Париж)
- Есватіні (Аддис-Абеба)
- Ісландія (Стокгольм)
- Кабо-Верде (Вашингтон)
- Лесото (Рим)
- Малаві (Найробі)
- Того (Париж)
- Федеративні Штати Мікронезії (Сува)

## Галерея

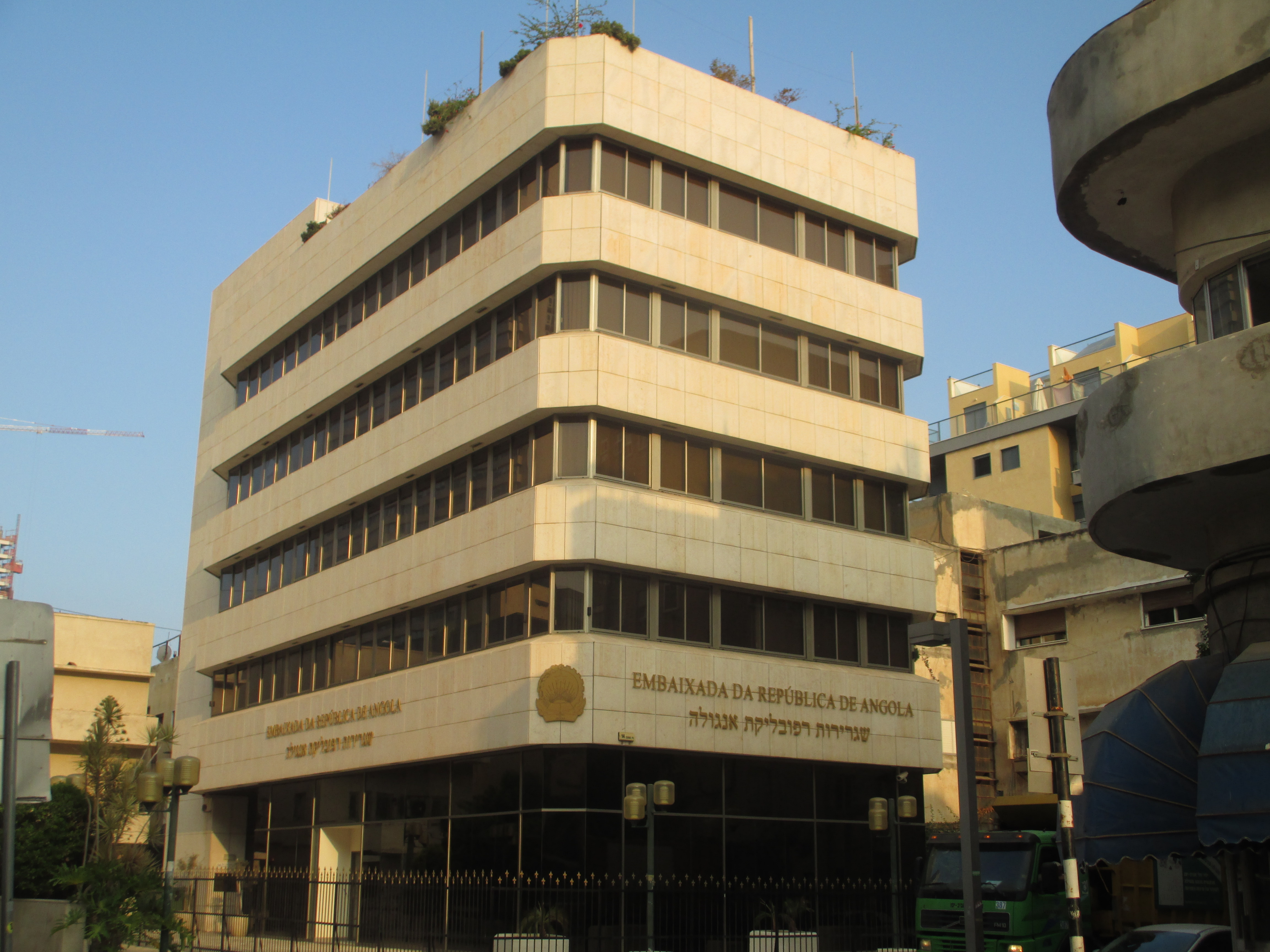
Посольство Анголи
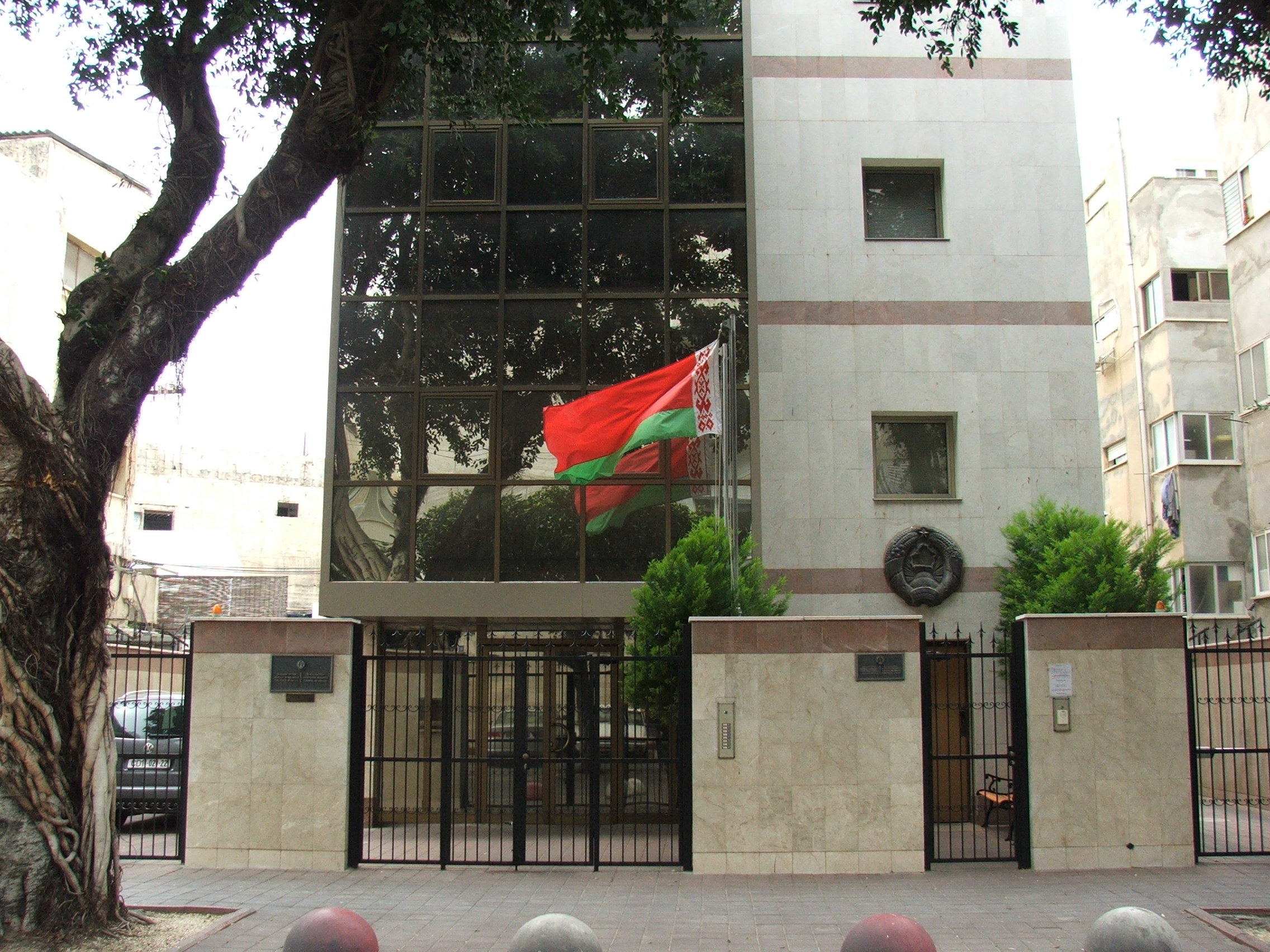
Посольство Білорусі
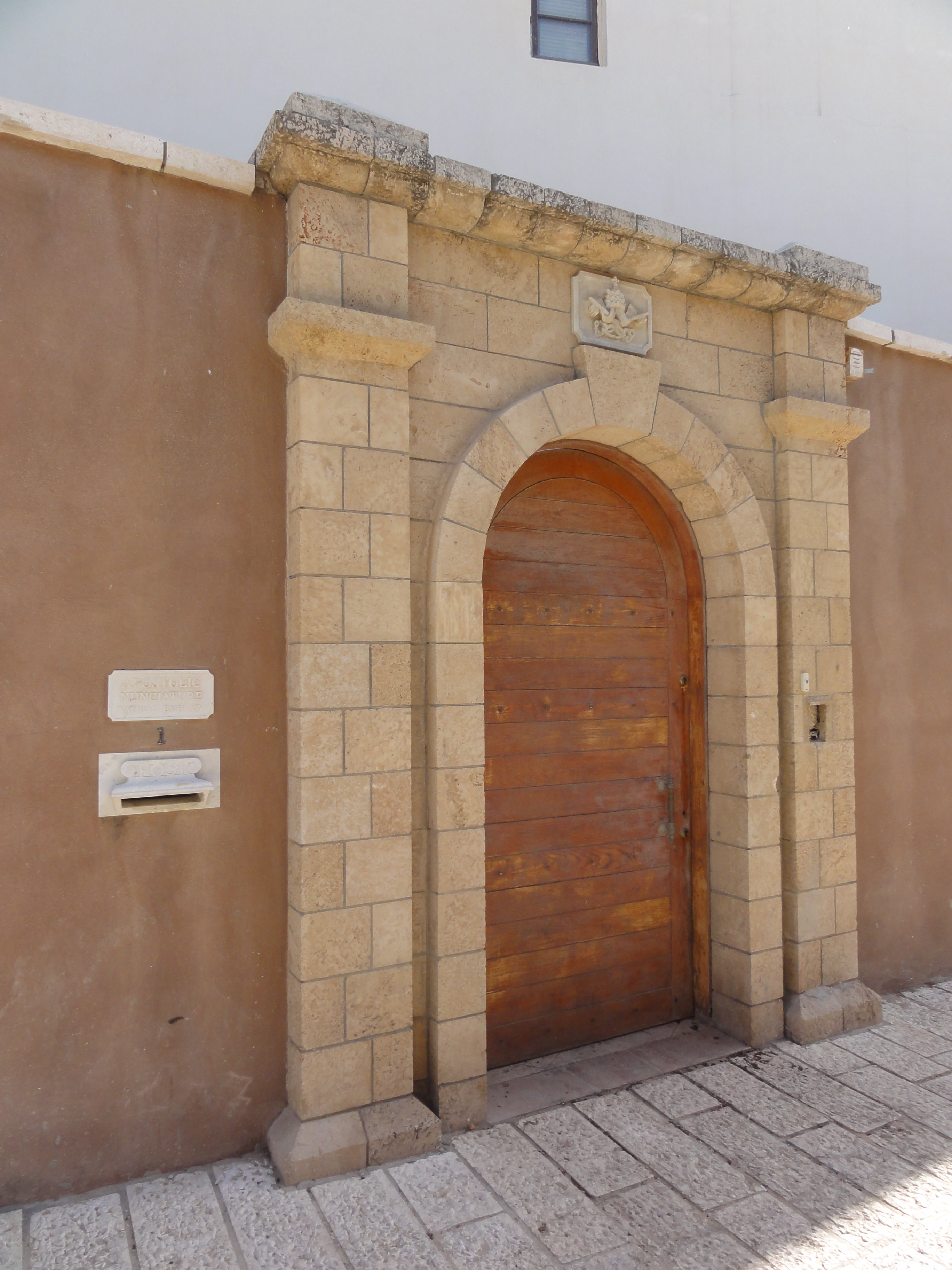
Апостольська нунція Ватикану
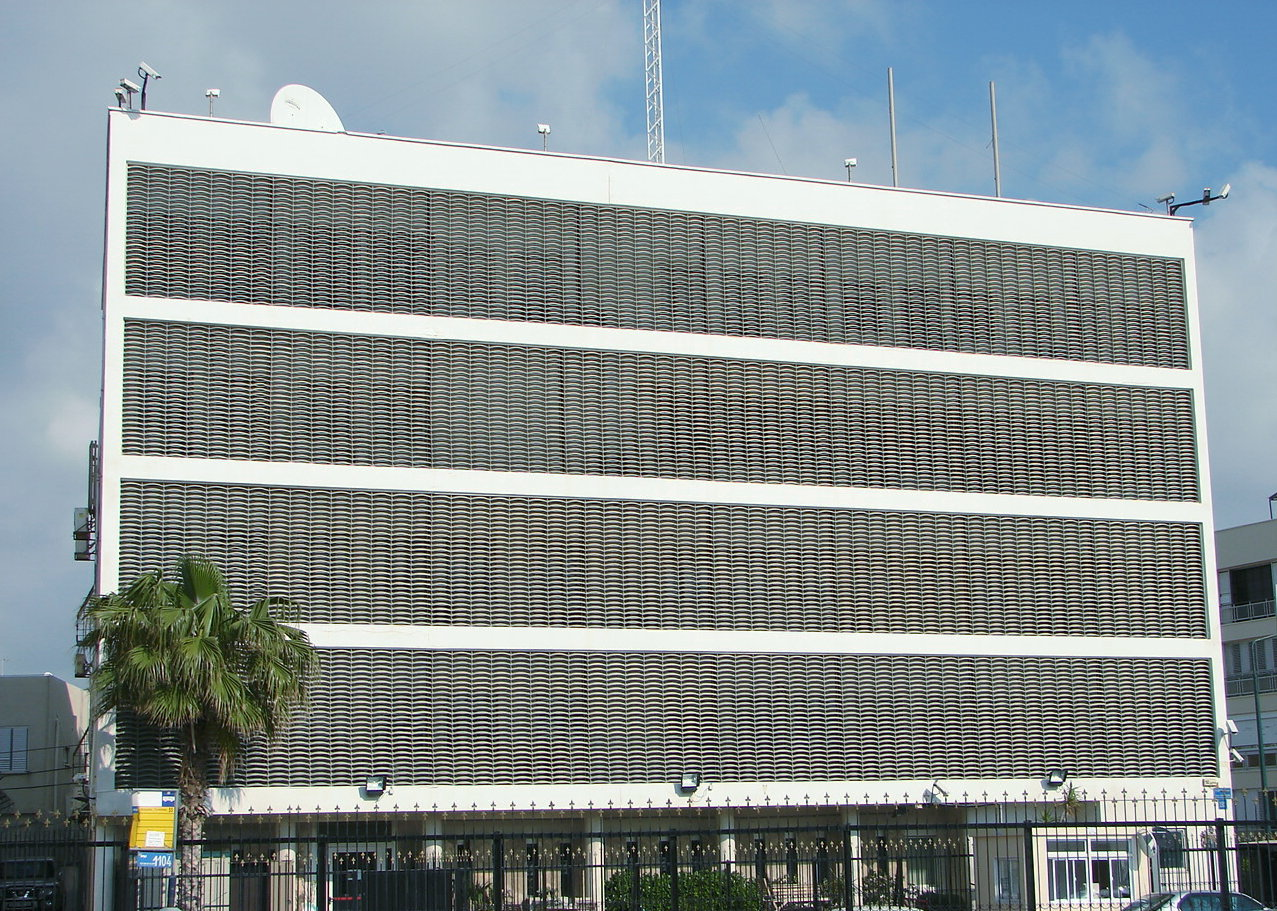
Посольство Великої Британії
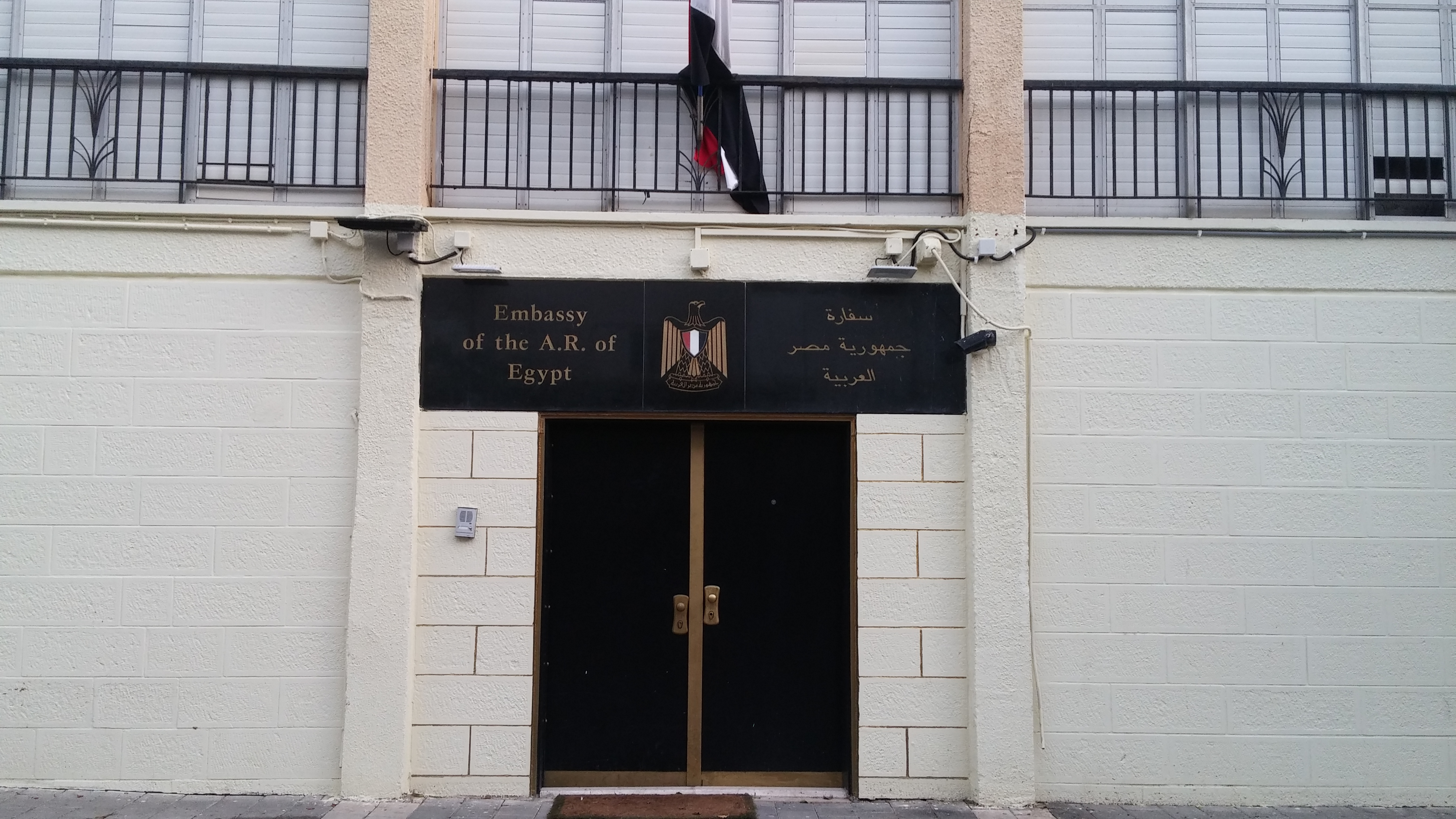
Посольство Єгипту
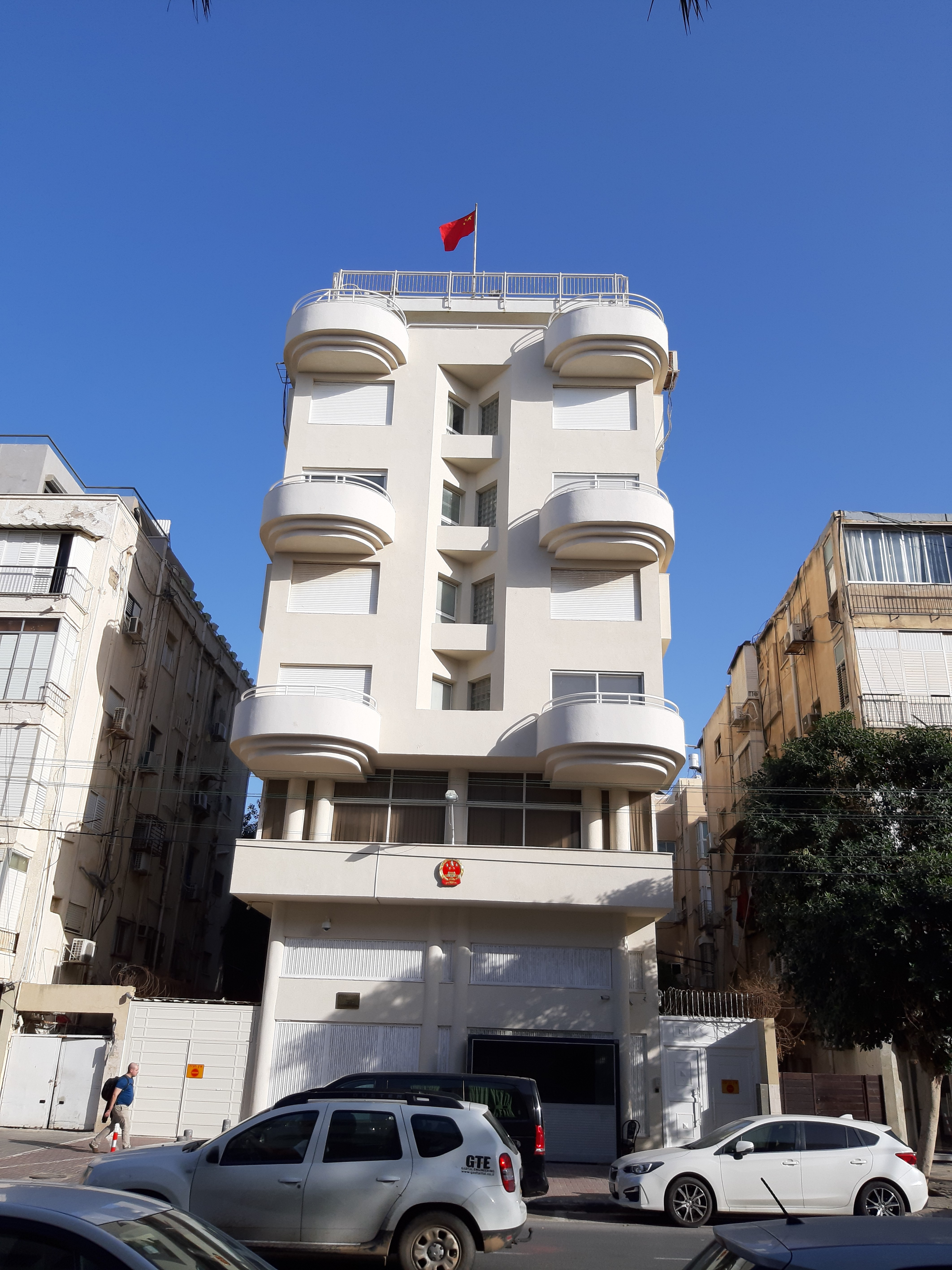
Посольство КНР
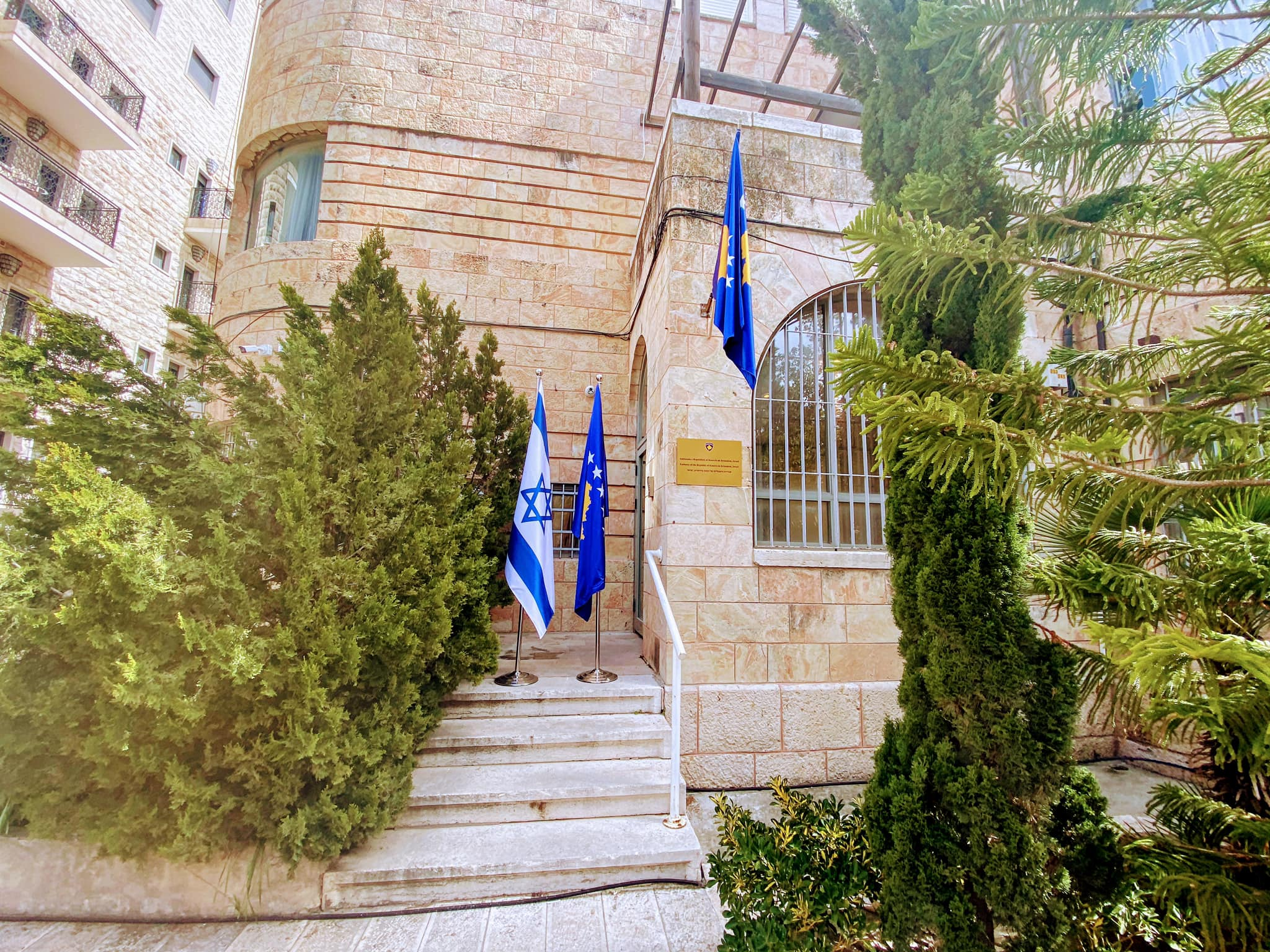
Посольство Косово (Єрусалим)
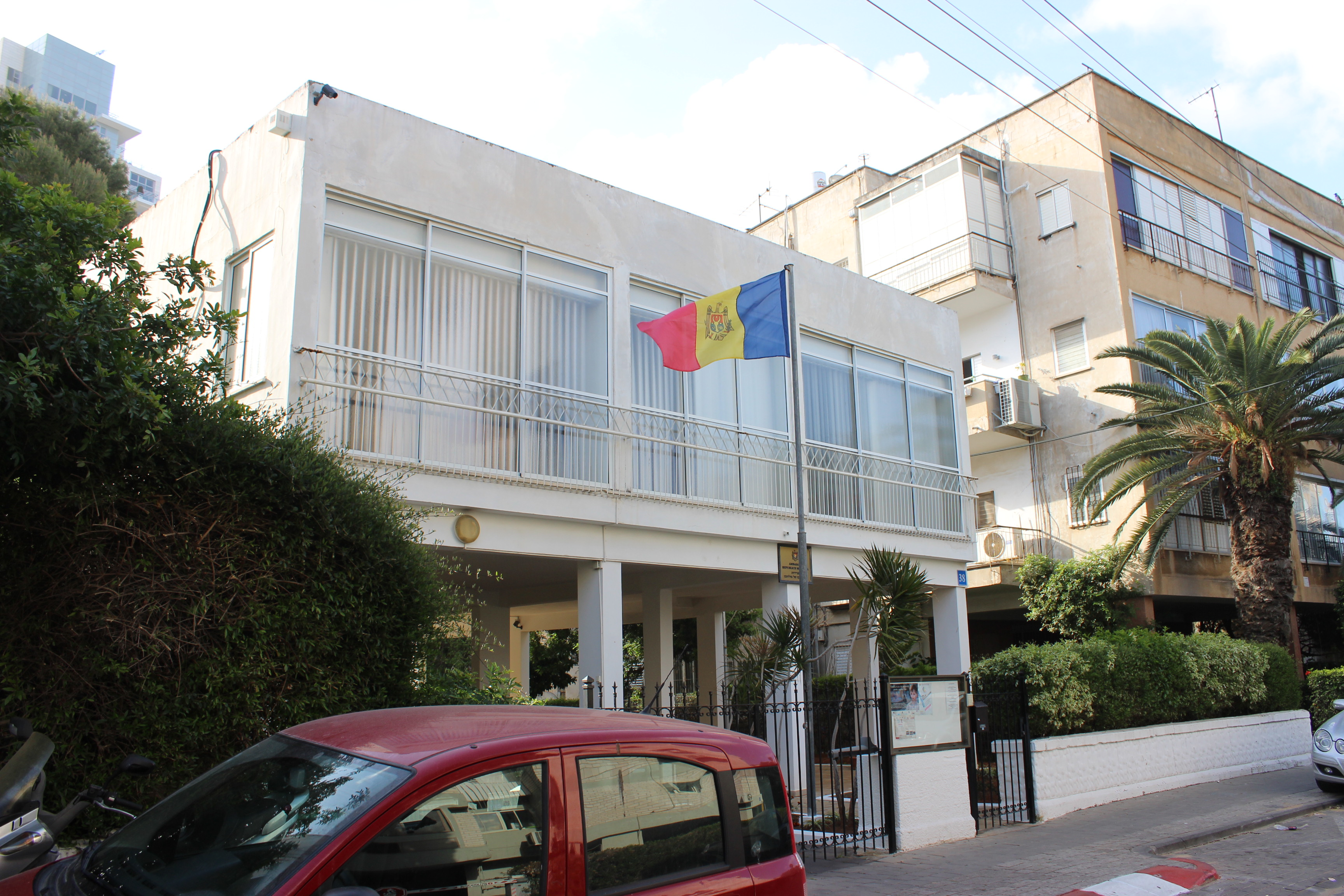
Посольство Молдови
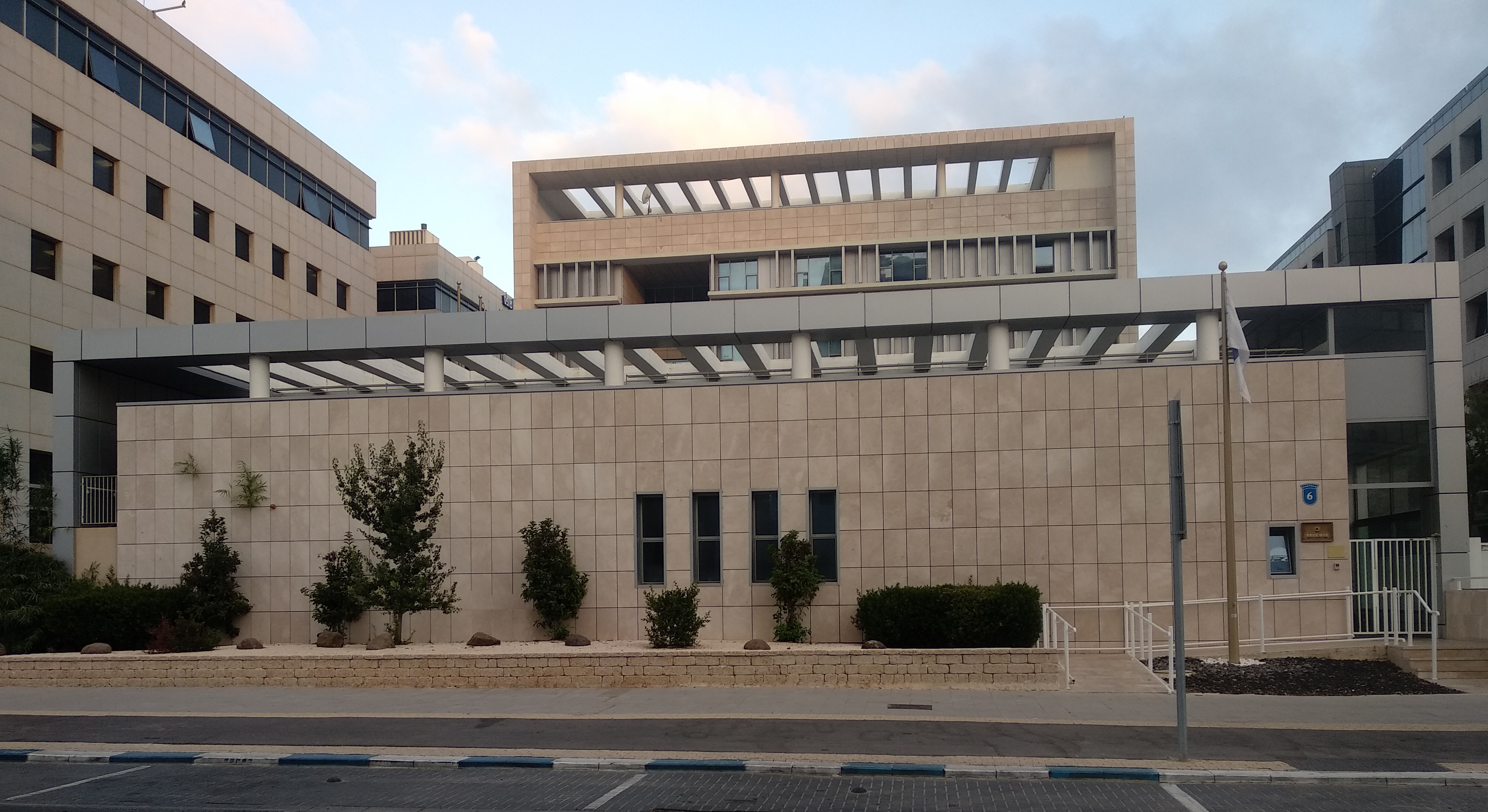
Посольство Південної Кореї (Герцлія)
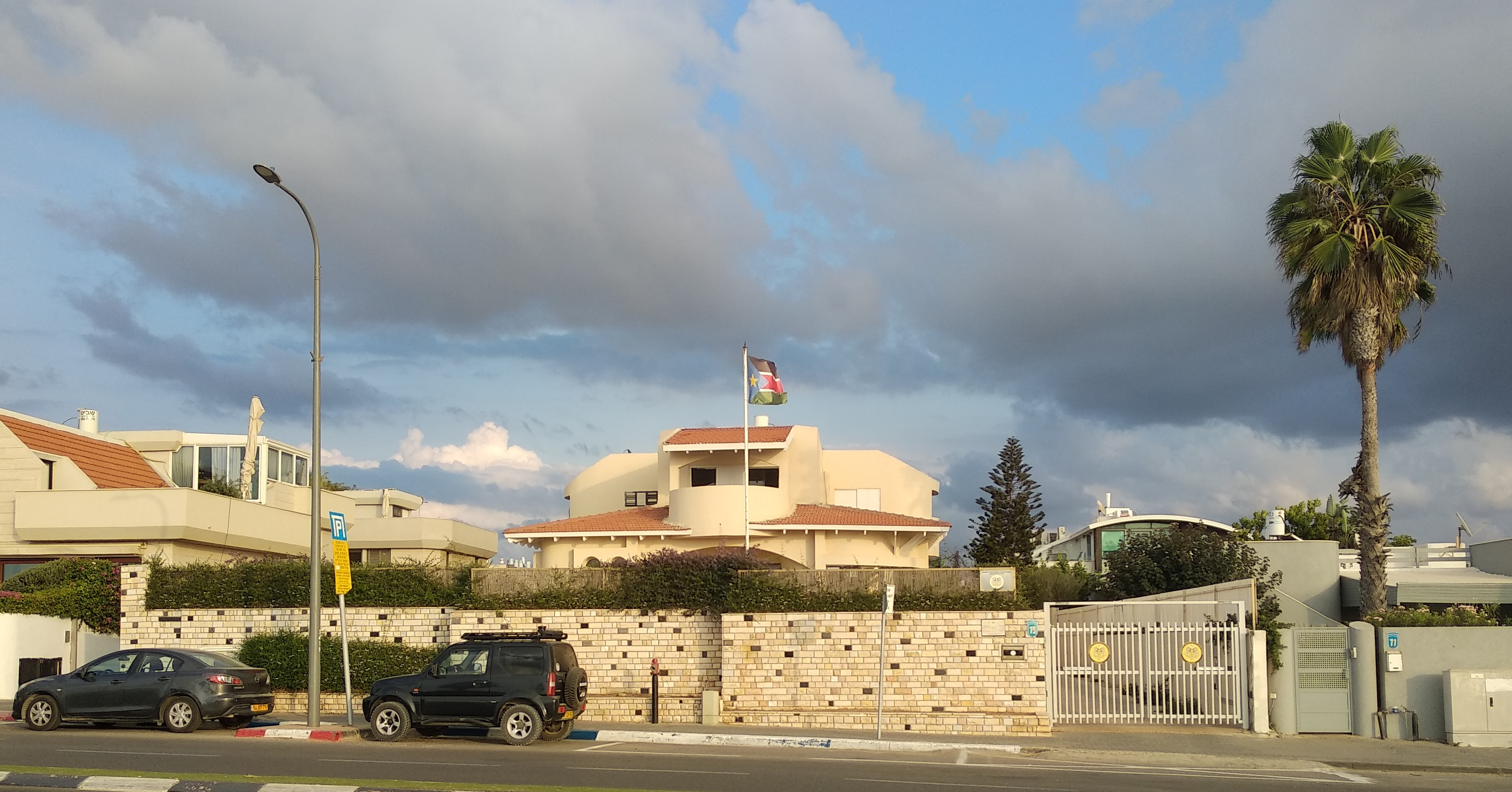
Посольство Південного Судану (Герцлія)
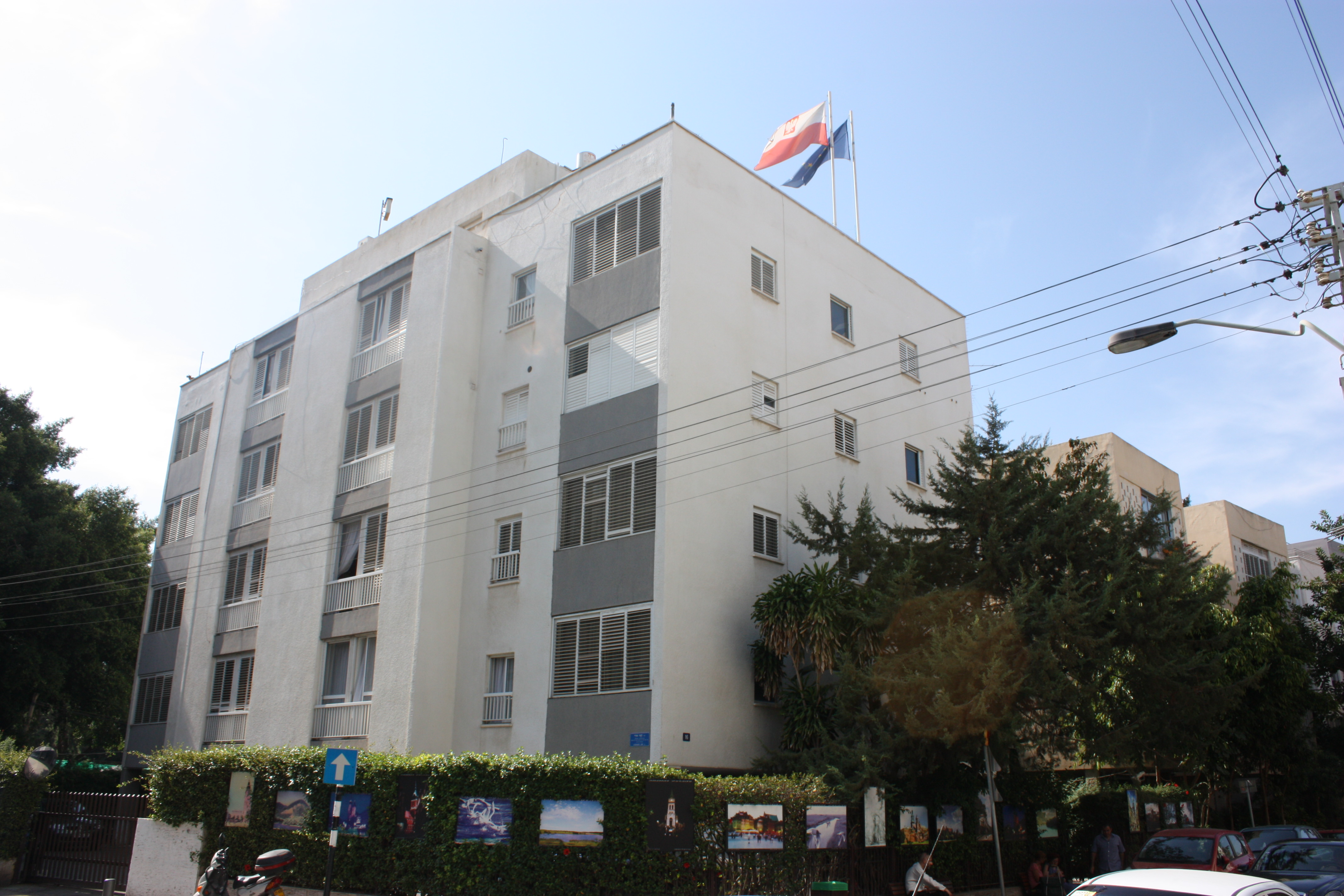
Посольство Польщі
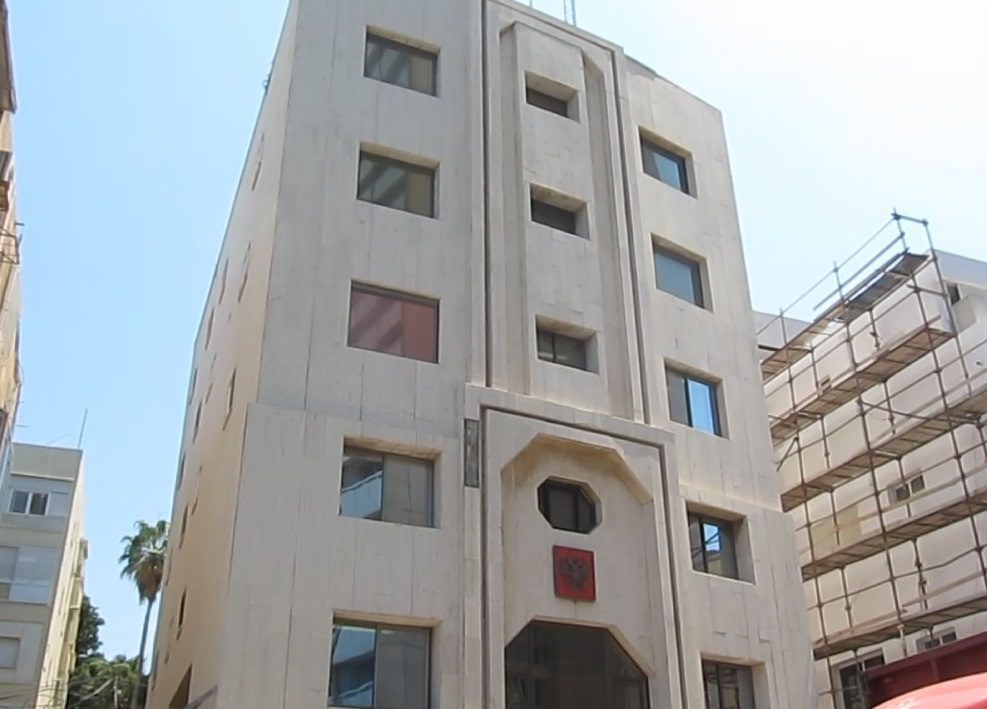
Посольство Росії
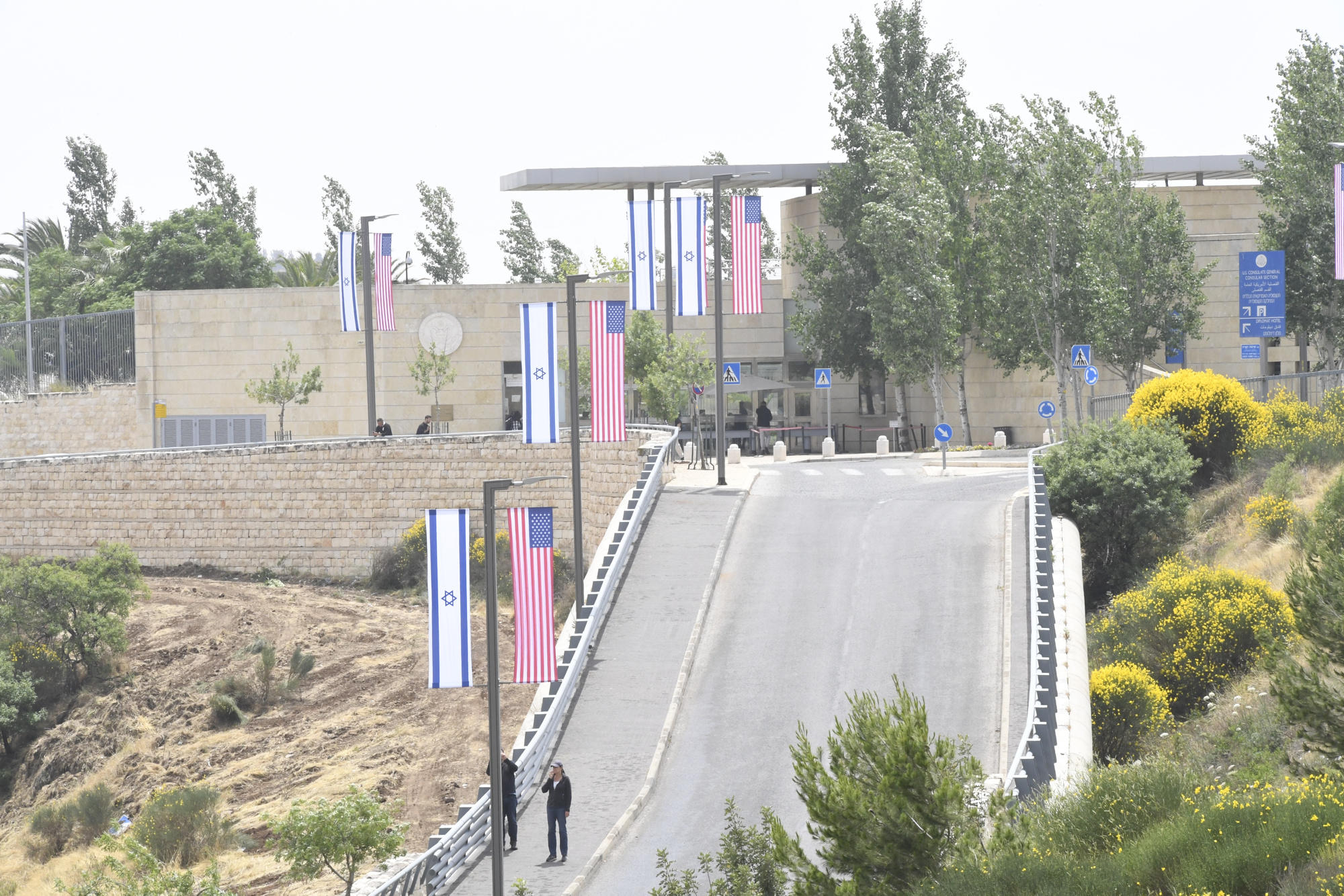
Посольство США (Єрусалим)
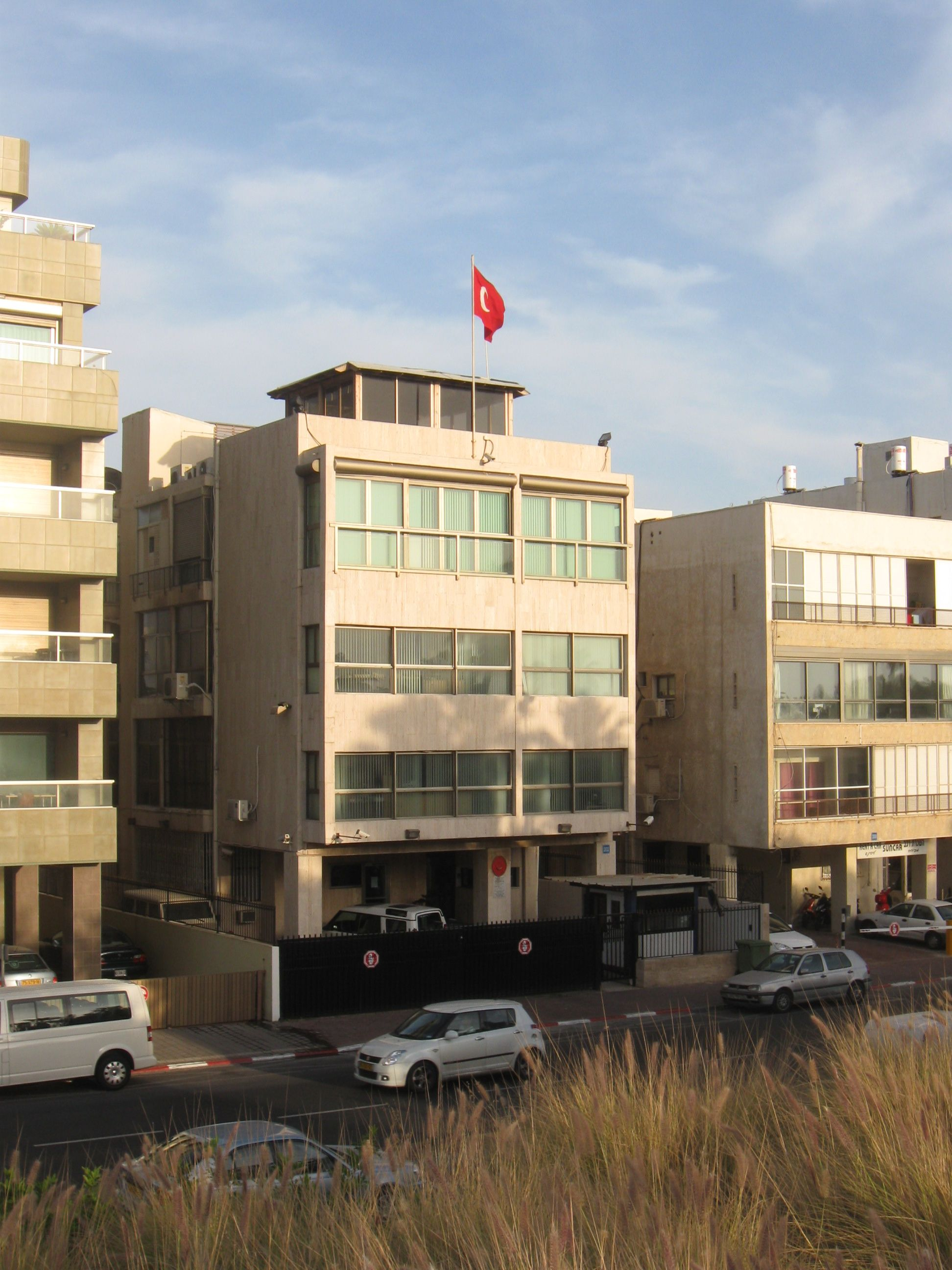
Посольство Туреччини
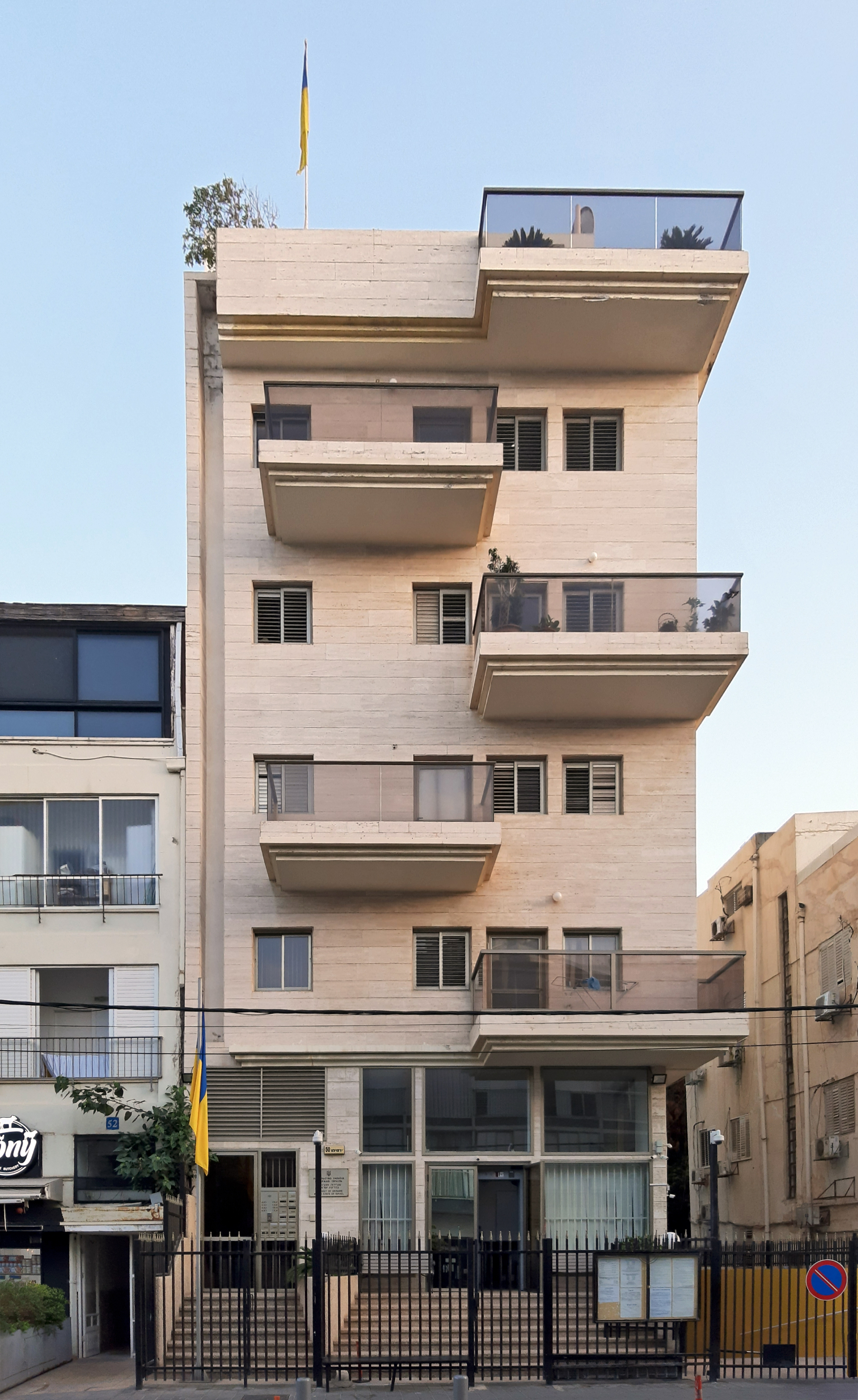
Посольство України
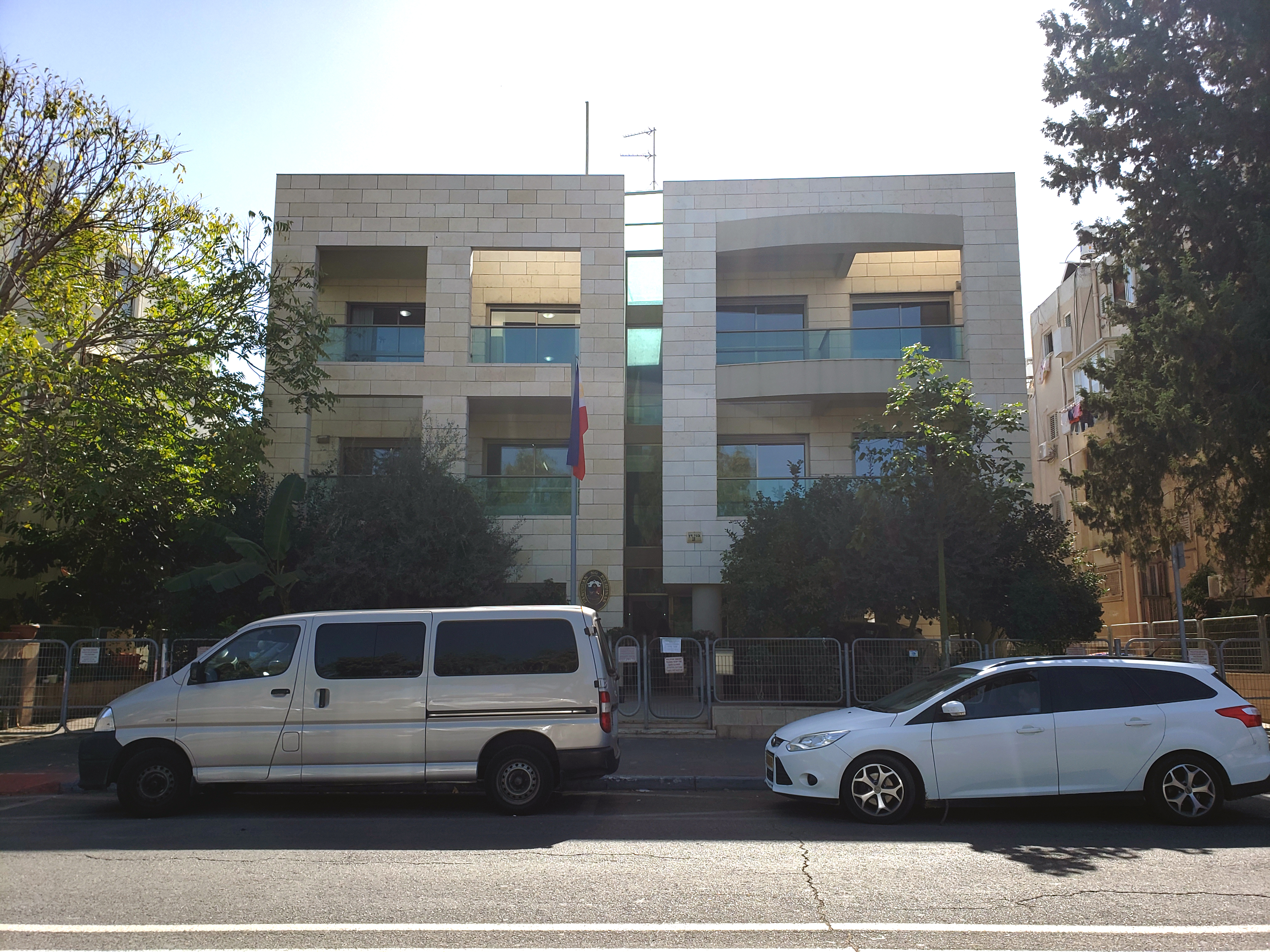
Посольство Філіппін
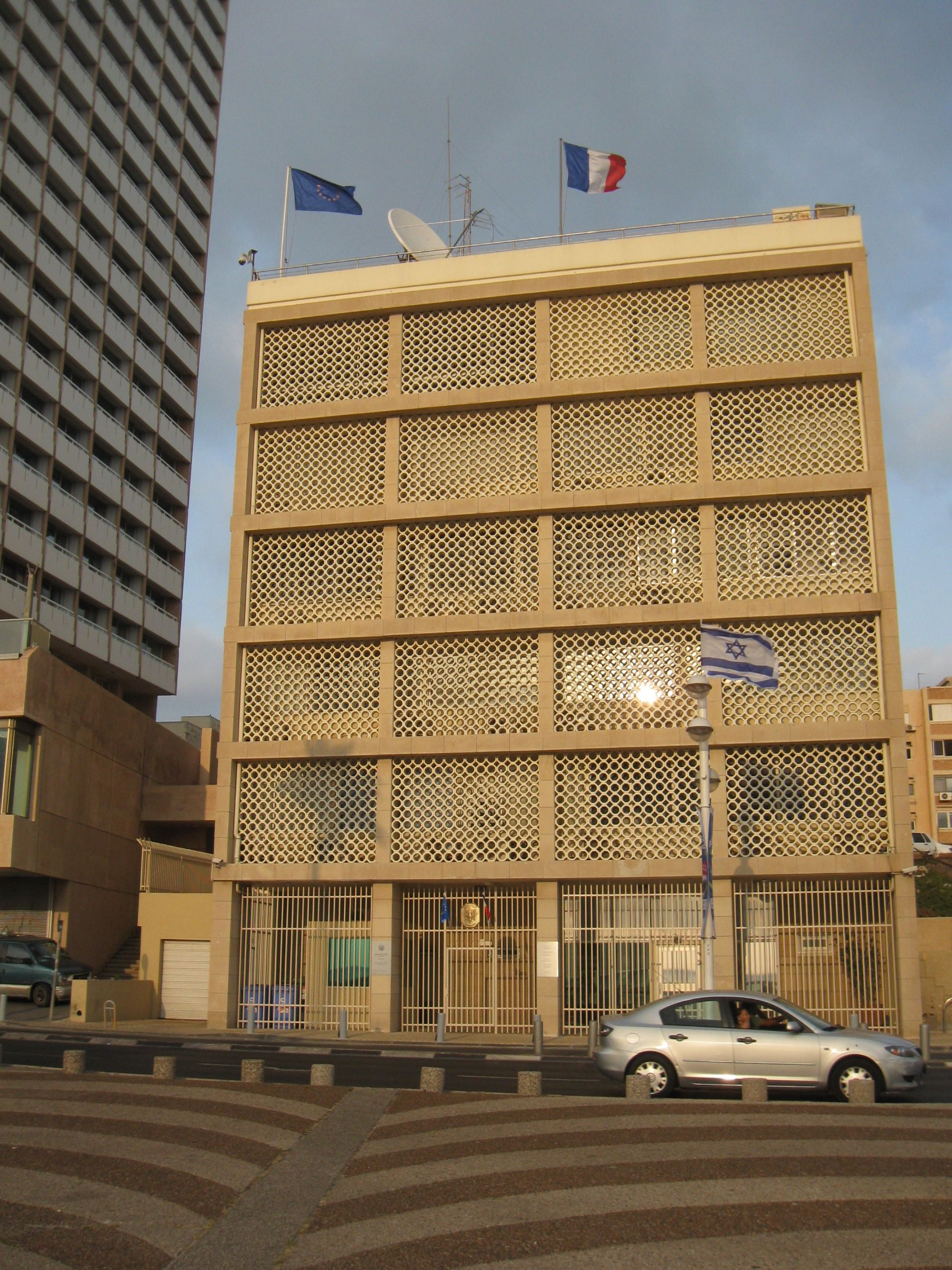
Посольство Франції
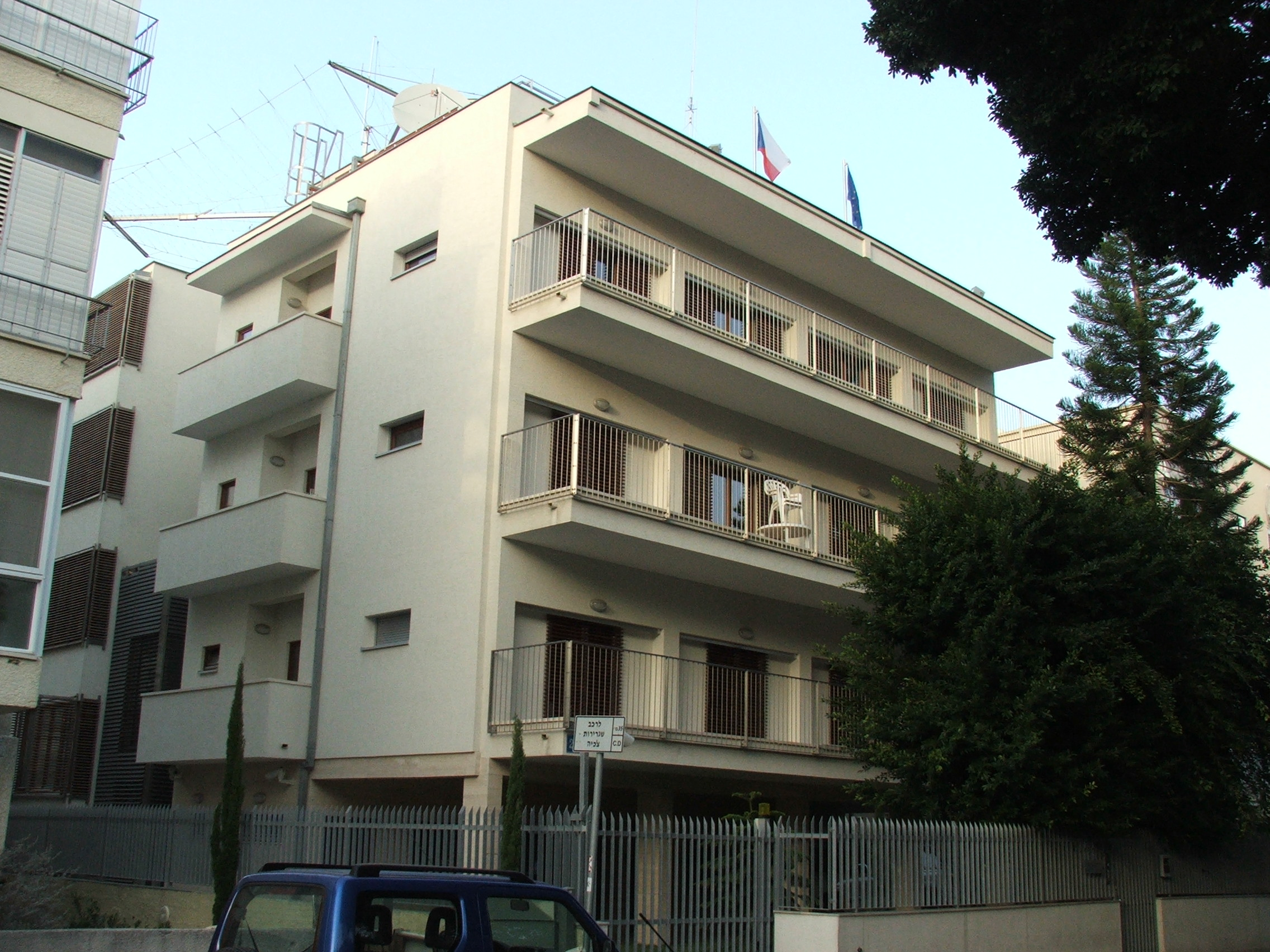
Посольство Чехії
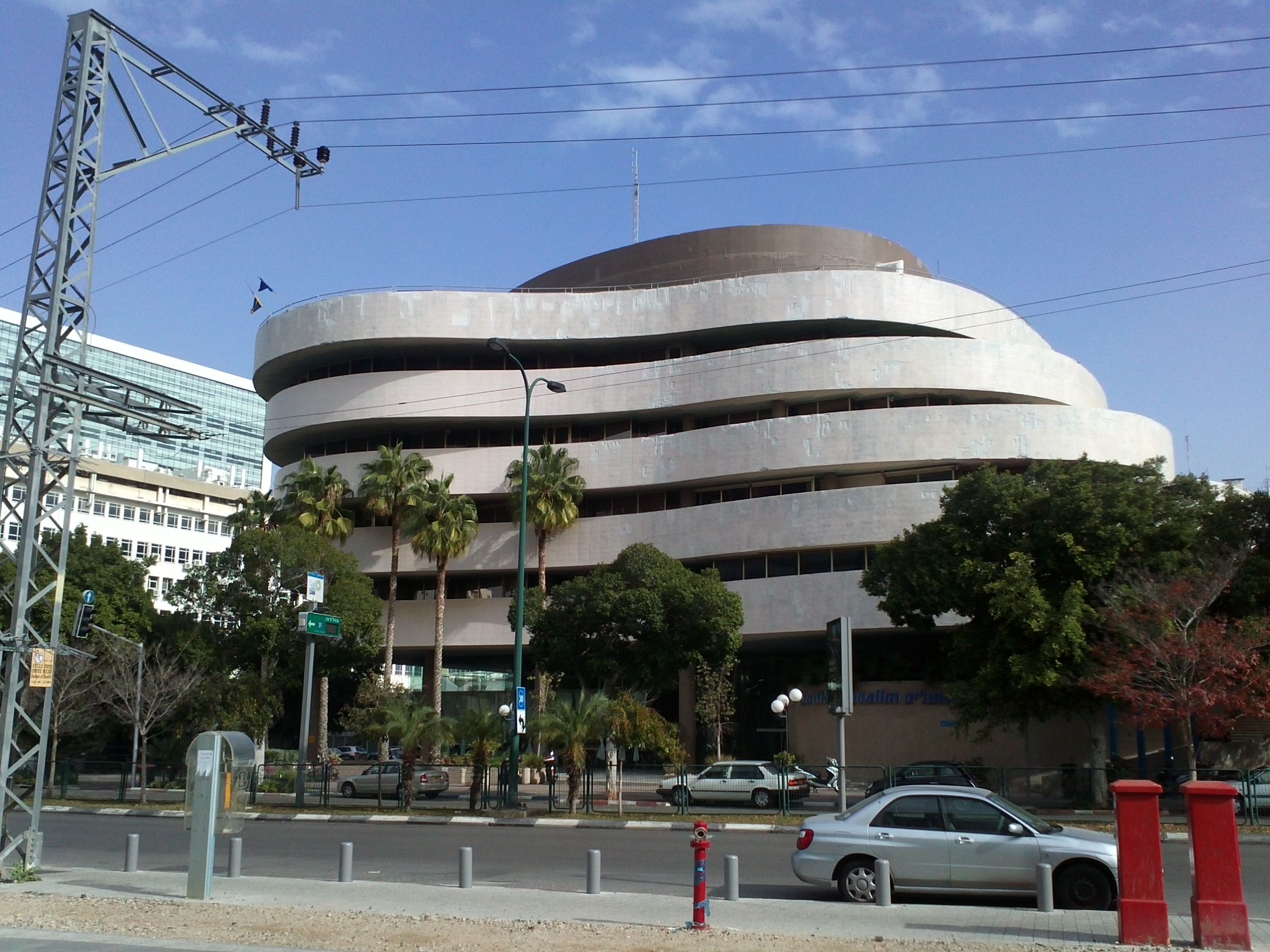
Офісна будівля в Тель-Авіві, де розташовані посольства В'єтнаму та Швеції
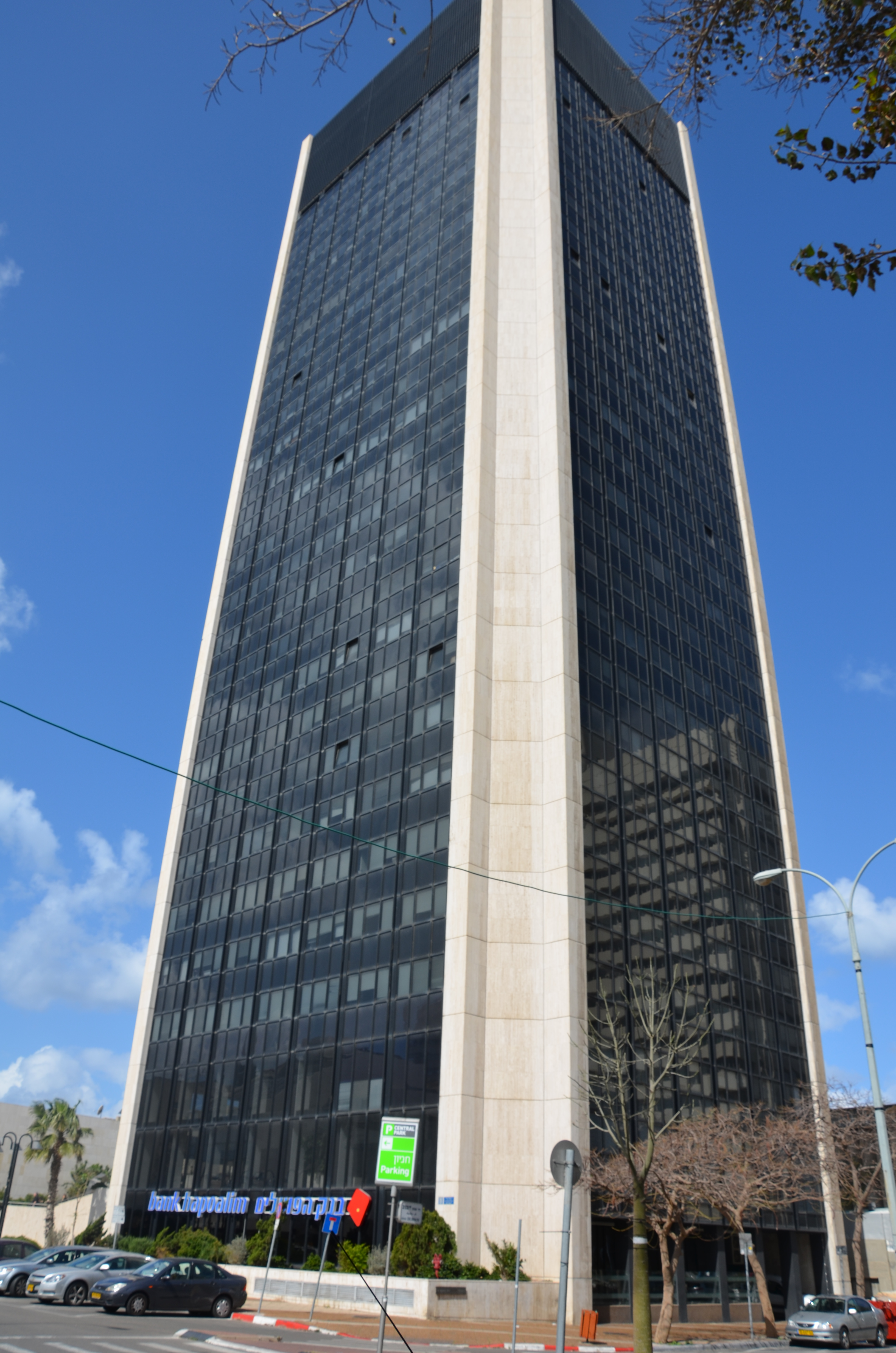
Офісна будівля в Тель-Авіві, де розташовані посольства Греції, Грузії, Іспанії та Німеччини
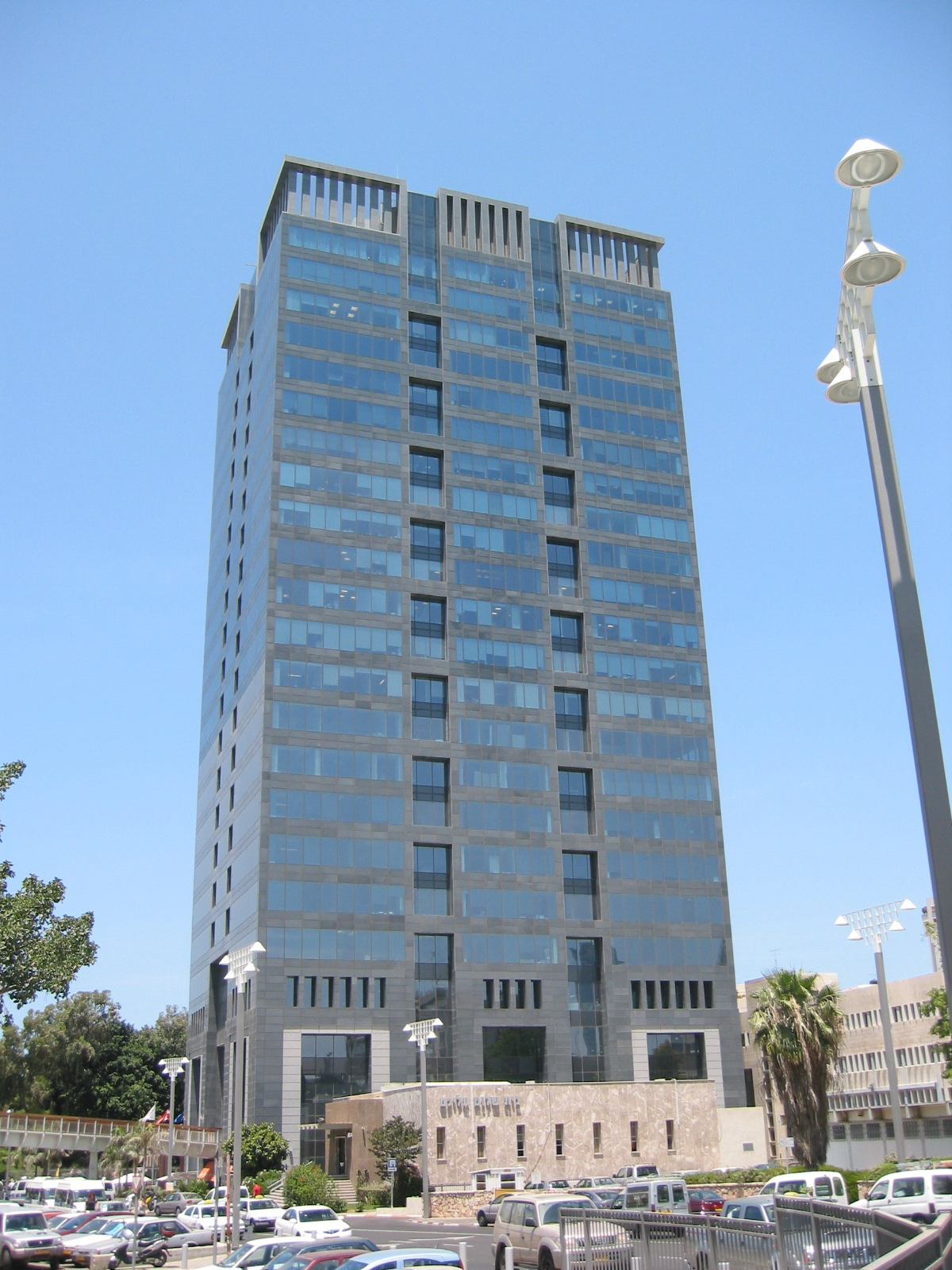
Будівля в Тель-Авіві, де розташоване посольство Японії
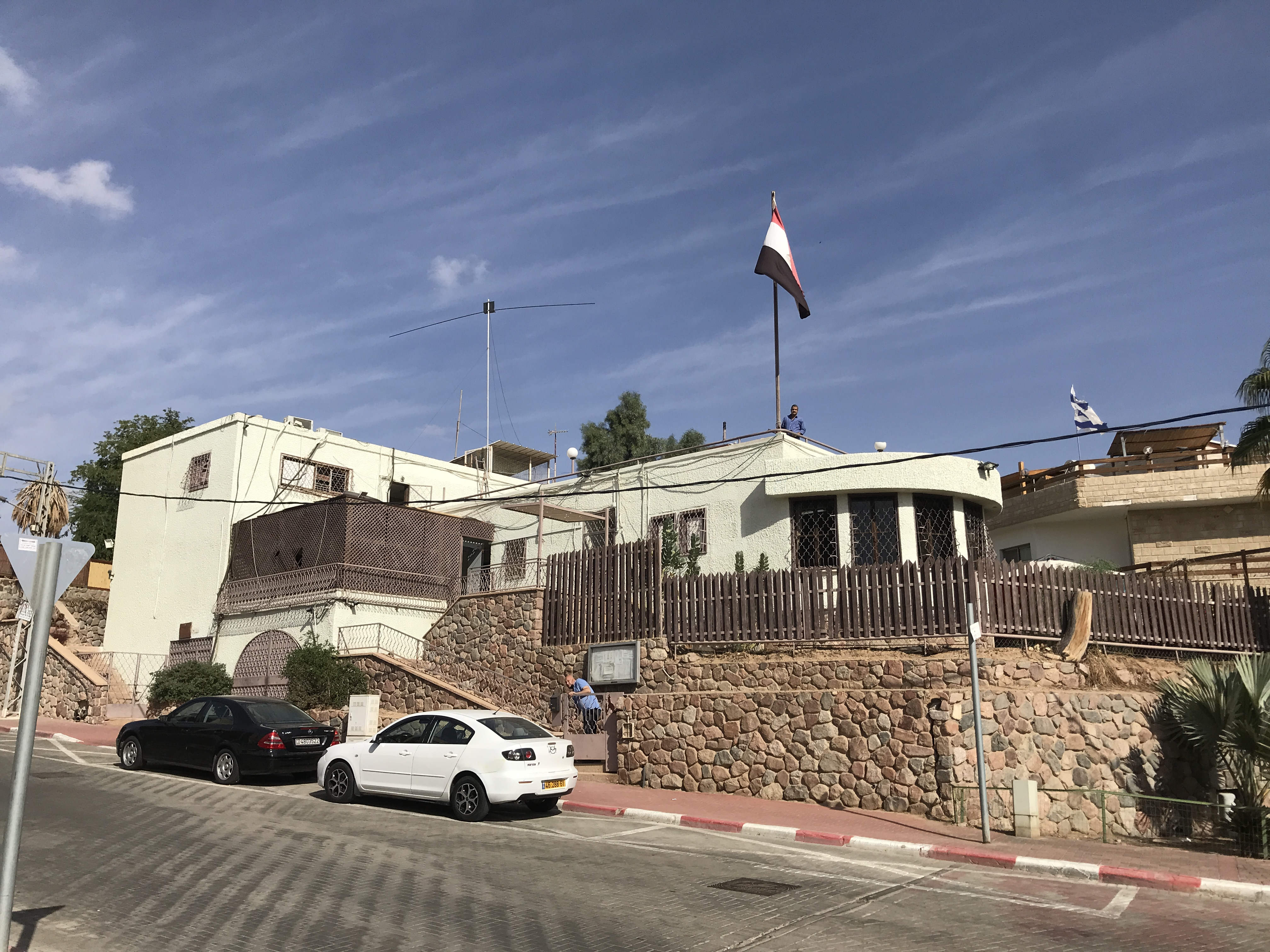
Консульство Єгипту в Ейлаті